# Рассомахино
Рассомахино — деревня в Кичменгско-Городецком районе Вологодской области.
Входит в состав Енангского сельского поселения, с точки зрения административно-территориального деления — в Нижнеентальский сельсовет.
Расстояние до районного центра Кичменгского Городка по автодороге — 64 км, до центра муниципального образования Нижнего Енангска по прямой — 18 км. Ближайшие населённые пункты — Гарь, Палутино, Татариново.
По данным переписи в 2002 году постоянного населения не было.